# Jihszing
Jihszing (egyszerűsített kínai írással: 宜兴) város Kínában, Csiangszu tartományban. Lakosainak száma 1 285 785 fő (2020).

## Népesség
| 2015 | 1 082 929 |
| 2020 | 1 285 785 |

## Testvérvárosok
- Novo mesto